# Salvatore Todisco
Salvatore Todisco, född den 30 augusti 1961 i 25 november, 1990, är en italiensk boxare som tog OS-silver i lätt flugviktsboxning 1984 i Los Angeles. I finalen förlorade han mot den amerikanske boxaren Paul Gonzales genom walk over. Vid 29 års ålder omkom han i en bilolycka.

### Fotnoter
1. ↑  Italienska dagstidningen la Repubblica